# 分界洲
分界洲是中国海南省陵水黎族自治县东北部海域中的一座岛屿，是牛岭向南海延伸塌陷地段。面积3.8公顷，海拔最高点为99.5米，距最近海岸约1.6海里。分界洲岛是海南岛重要的南北分水岭，以分界洲岛为界，南部地区季风性气候特征突出，干湿季节分明；而北部则是海洋性气候明显，雨量充沛。分界洲岛是海南省最早开发开放的无人居住型海岛旅游区，2008年成为国家4A级旅游景区，2013年晋升为国家5A级旅游景区，成为中国首个、也是目前唯一一个国家5A级海岛型旅游景区。